# The Addiction
The Addiction is een filosofische vampierenfilm uit 1995 geregisseerd door Abel Ferrara en geschreven door Nicholas St. John.

## Verhaal
Kathleen Conklin is een studente filosofie aan New York University. Op een avond wordt zij door de vampier Casanova aangevallen en gebeten. Hierop begint zij zelf te transformeren tot vampier. Tegelijk verandert haar ethisch besef: wanneer slachtoffers worden gebeten, is dat omdat zij niet sterk genoeg zijn om weerstand te bieden. Wanneer zij de luidop filosoferende Pena aanklampt, blijkt hij zelf een eeuwenoude vampier te zijn. Hij brengt haar onder zijn macht, laat haar zowat leegbloeden en geeft haar ondertussen lezingen over Friedrich Nietzsche, Jean-Paul Sartre, Charles Baudelaire, en anderen.
Kathleen weet te ontsnappen en gebruikt het materiaal in haar dissertatie. Zij studeert met glans af. Voor ze op haar afstudeerfeestje arriveert, krijgt ze van een missionaris een bidprentje met een afbeelding van de lijdende Christus. Ze geraakt hierdoor in een crisis waar ze slechts uit raakt door het drinken van bloed. Samen met haar eerdere slachtoffers die nu allen vampieren zijn, maakt ze van het feestje een ware orgie. 
Uiteindelijk komt ze tot inkeer en krijgt de absolutie van een priester.

## Rolbezetting
| Acteur             | Personage            |
| ------------------ | -------------------- |
| Lili Taylor        | Kathleen             |
| Annabella Sciorra  | Casanova             |
| Christopher Walken | Peina                |
| Paul Calderón      | professor            |
| Edie Falco         | Jean                 |
| Kathryn Erbe       | antropologiestudente |
| Michael Imperioli  | missionaris          |

## Ontvangst
De film werd in competitie vertoond op het 45ste Filmfestival van Berlijn.